# PHL-191
PHL-191 — китайская модульная реактивная система залпового огня (РСЗО) большой дальности. В некоторых англоязычных публикациях используется альтернативное название PCH-191.

## История
Корпорация Norinco завершила разработку новой РСЗО в 2017 году. Публичный дебют PHL-191 состоялся в 2019 году на военном параде в Пекине.

## Конструкция и характеристики
Мобильная пусковая установка состоит из новой модификации шасси Wanshan 2400 с колёсной формулой 8×8 и двух установленных на него транспортно-пусковых контейнеров. Контейнеры такие же, как у экспортной РСЗО AR-3. В каждый контейнер помещается одна баллистическая ракета или одна противокорабельная крылатая ракета, или четыре 300-мм реактивных снаряда (РС) (пятая труба посередине не предназначена для запуска), или четыре 370-мм управляемых РС. Таким образом, какдая пусковая установка несёт до двух баллистических ракет или двух противокорабельных ракет, или восьми РС.
PHL-191 получила электронную систему управления. Перезаряжание пакетное. PHL-191 перезаряжается и приводится после этого в боевое положение за 10 минут.

## Боеприпасы
В арсенал экспортной РСЗО AR-3 входят баллистические и крылатые ракеты, управлемые и неуправляемые реактивные снаряды. Все они могут применяться РСЗО PHL-191. Специально для Китая создаются варианты боеприпасов повышенной дальности.
Боевая часть реактивных снарядов имеет массу 180 кг. Масса боевой части баллистической ракеты составляет 480 кг. Возможен подрыв баллистической ракеты на заданной высоте.
Для разных боеприпасов, кроме крылатой ракеты и неуправляемых РС, иностранные авторы указывают круговое вероятное отклонение 30—50 м, но Центральное телевидение Китая продемонстрировало значительно более высокую точность поражения военной техники и построек 300-мм управляемыми РС. Также показана способность управляемых РС в залпе индивидуально наводиться на отдельные цели в группе, поочерёдно уничтожая их. Некоторые управляемые реактивные снаряды оснащены комбинированной инерциальной и спутниковой системой наведения. Китай способен производить их гораздо дешевле и быстрее крылатых ракет. 
Боеприпасы, допущенные к международным выставкам:
- Fire Dragon 480 — баллистическая ракета с дальностью стрельбы до 480 км;
- TL-7B — противокорабельная крылатая ракета с дальностью стрельбы до 180 км;
- BRC3 — 300-мм неуправляемый РС с дальностью стрельбы до 70 км;
- BRC4 — 300-мм неуправляемый РС с дальностью стрельбы до 130 км;
- BRE2 — 300-мм неуправляемый осколочно-фугасный РС с дальностью стрельбы до 130 км;
- BRE3 (Fire Dragon 140A) — 300-мм управляемый осколочно-фугасный РС с дальностью стрельбы до 140 км;
- BRE6 (Fire Dragon 220) — 370-мм управляемый осколочно-фугасный РС с дальностью стрельбы до 220 км;
- BRE8 (Fire Dragon 280) — 370-мм управляемый осколочно-фугасный РС с дальностью стрельбы до 280 км[1].

Боеприпасы, не предлагавшиеся на экспорт:
- 300-мм управляемый РС с дальностью стрельбы до 160 км[7];
- Домашний вариант экспортного Fire Dragon 280 с дальностью стрельбы, увеличенной до 360 км[5].

Получены визуальные подтверждения применения китайской армией 300-мм и 370-мм РС. Авторы статей в иностранных изданиях, ссылаясь на косвенные данные китайского генерала, предполагают, что баллистическая ракета уже принята на вооружение сухопутных войск Народно-освободительной армии Китая (НОАК). 

## Боевое обеспечение и управление
Работу PHL-191 обеспечивают заряжающие, транспортные и командирские машины. В составе артиллерийских бригад есть радиолокационные станции: контрбатарейной борьбы SLC-2, воздушной и метеорологической разведки. За обнаружение наземных целей для артиллерии в соответствующих и общевойсковых бригадах отвечают БПЛА катапультного запуска с грузовиков, такие как KVD001 или BZK-008. 
После внедрения в войска дальнобойной системы PHL-191 возможностей упомянутых выше БПЛА стало не хватать. Возникшая проблема решается с помощью разведывательных бригад сухопутных войск, на вооружение которых начал поступать БПЛА аэродромного базирования KVD002, входящий в семейство БПЛА CH-4. Космический сегмент разведки Китая в начале 2024 года неофициально состоял из 359 спутников. Вооружённые силы США предоставили информацию только по общему их количеству, без деления на военные и гражданские.

## На вооружении
- Китай: более 120 пусковых установок (2025 г.)[13].

Военные исследователи насчитали в 2023 году 6 артиллерийских бригад сухопутных войск НОАК, в которых есть по одному дивизиону, имеющему PHL-191. Каждый артиллерийский дивизион, по оценкам, вооружён 12 пусковыми установками.